# Dichromia sagittalis
Dichromia sagittalis är en fjärilsart som beskrevs av Fabricius 1781. Dichromia sagittalis ingår i släktet Dichromia och familjen nattflyn. Inga underarter finns listade i Catalogue of Life.